# Gonzalo Falcón
Gonzalo Adrián Falcón Vitancour, noto semplicemente come Gonzalo Falcón (Montevideo, 16 novembre 1996), è un calciatore uruguaiano, portiere del Deportivo Recoleta.

## Carriera
Cresciuto nel settore giovanile della Juventud, ha esordito in prima squadra il 10 aprile 2016 disputando l'incontro di Primera División Profesional pareggiato 0-0 contro il River Plate (M). Il 19 gennaio 2018 è passato al Boston River.